# Robert Barker (peintre)
 (mars 2022).
 (mars 2022).
Si vous disposez d'ouvrages ou d'articles de référence ou si vous connaissez des sites web de qualité traitant du thème abordé ici, merci de compléter l'article en donnant les références utiles à sa vérifiabilité et en les liant à la section « Notes et références ».
Pour les articles homonymes, voir Robert Barker et Barker.

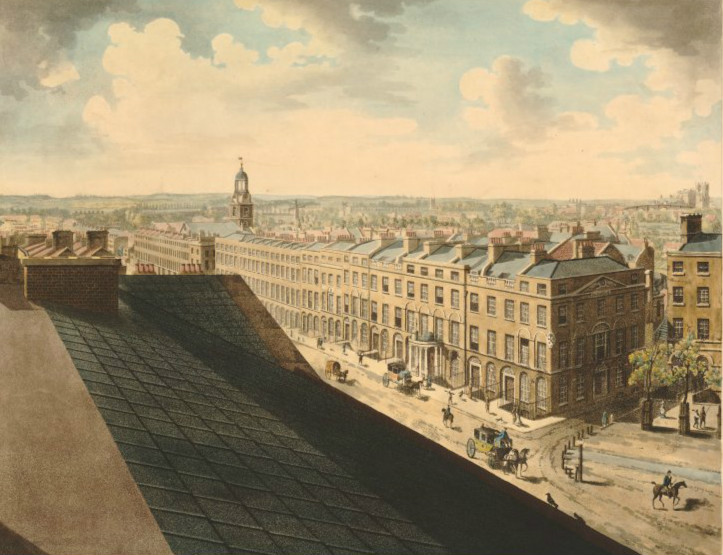
Détail d'un panorama depuis le sommet d’Albion Mills à l'extrémité sud du pont de Blackfriars.

Robert Barker, né en 1739 à Kells et mort le 8 avril 1806 à West Square (Londres), est un artiste peintre anglais d'ascendance irlandaise. Il est l'inventeur de la vue peinte en panorama.

## Biographie
L’histoire raconte que, portraitiste autodidacte, Barker était en prison pour dettes à Édimbourg. Or, il y était un jour assis dans sa cellule, au sous-sol, éclairée seulement par un peu de lumière à partir d’une petite ouverture dans le plafond près d’un mur, à essayer de lire une lettre à la lueur de l'étroit faisceau projeté sur ce mur juste en dessous de l’ouverture. Barker devait donc tenir la lettre juste à l’endroit où la lumière tombait sur le mur. Il fut frappé par l’effet inhabituel de la lumière d’en haut qui tombait sur la lettre dans la cellule sombre, donnant l’illusion que la lumière brillait à partir de la page. De cette observation, Barker a conçu une méthode de peinture et d’exposition associant un éclairage zénithal à un environnement clos et un nouveau genre de peinture, qui lui apporta richesse et célébrité.
Après sa sortie de prison, lors d’une promenade sur les hauteurs d’Édimbourg qui offraient une vue panoramique de la ville, il imagina une façon de représenter le paysage qu’il avait sous les yeux, dans sa totalité sous la forme d’un immense tableau représentant la vue en 360 degrés, présenté de façon à recréer la sensation d'espace autour du spectateur. Une fois la peinture  finie, il l’accrocha à l’intérieur d’un bâtiment circulaire. La toile était assez longue pour faire tout le tour de la paroi. Le public devait voir l'œuvre depuis l’intérieur de la rotonde, comme s’il se trouvait à l’intérieur d’un immense tambour au mur tapissé d'une scène peinte. La toile était éclairée de manière dramatique par en haut, à l'aide d'une source de lumière invisible, comme jadis la lettre dans la cellule de la prison de Barker. La lumière tombant sur la toile était la seule source d'éclairage, le reste de la pièce et le public restant dans la pénombre. La lumière, qui semblait émaner de la toile plutôt que de l'extérieur, reproduisait l’expérience de Barker en prison. Il avait inventé le premier panorama, une vue ininterrompue d'un paysage à 360 degrés, dont le but était de créer un sentiment d’immédiateté et d’immersion, et qu’il nomma « la nature à coup d’œil » (sic) quand il déposa le brevet, le 19 juin 1787.
Le terme « panorama » sera inventé en 1792, à partir des mots grecs « pan », qui signifie « tout » et « horama » qui signifie « vue ». Dans le descriptif, il précise que la toile doit avoir une forme circulaire, disposer d'un éclairage par le haut et que le spectateur, placé au centre, doit se trouver à la bonne distance, ni trop en dessous, ni au-dessus. Il conçoit alors une attraction, d'abord à son domicile, où il expose une Vue d’Édimbourg, puis une Vue de Londres dans un bâtiment provisoire construit en rotonde qui retient l'attention. Le panorama de la ville de Londres est son premier véritable panorama — et le premier au monde. Il fait alors construire à Leicester Square en 1794, un bâtiment de forme cylindrique sur deux étages muni d'une série de petits escaliers, vaste hall éclairé par une verrière, dans lequel il expose La Flotte navale à Spithead. En 1799, il montre la Bataille navale d'Aboukir.
Il montre aussi une Vue de la ville et du port de Portsmouth, ainsi que des vues de plusieurs autres villes anglaises et des scènes de marine.
En avril 1799, l'ingénieur américain Robert Fulton achète les droits d'exploitation et de perfectionnement pour la France et monte le premier panorama à Paris, à l'emplacement d'un ancien jardin boulevard des Capucines : il s'agit d'une Vue de Paris depuis les Tuileries peinte par Pierre Prévost, aidé de Constant Bourgeois et Delafontaine. En 1802, le Panorama de Londres est exposé à Paris, dans l'une des rotondes du jardin Montmorency.
Robert Barker est le père du peintre panoramiste Henry Aston Barker qui poursuivra son œuvre.

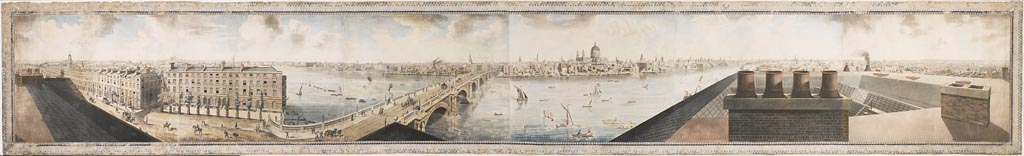
Panorama de Londres de Barker, 1792, vu du haut d’Albion Mills.

## Sources
- (en) Paul Clee, Before Hollywood: From Shadow Play to the Silver Screen, Houghton Mifflin Harcourt, 2005, 188 p.,  (ISBN 978-0-61844-533-2), p. 52.